# Duchi di Atholl
Duca di Atholl è un titolo nobiliare britannico che rende Pari di Scozia. Il titolo è stato creato per l'aristocratica famiglia scozzese Murray, una delle più influenti e ricche famiglie nobiliari del regno britannico sin dal XVI secolo.

## Storia

### Origini
I Duchi di Atholl appartengono ad un'antica famiglia scozzese. Sir William Murray di Castleton sposò Lady Margaret, figlia di John Stewart, I conte di Atholl. Sir William fu uno dei molti nobili scozzesi uccisi alla battaglia di Flodden nel 1513. Suo figlio Sir William Murray abitava a Tullibardine nel Perthshire. Nipote di quest'ultimo, Sir John Murray, fu creato Lord di Tullibardine Murray nel 1604 e Lord Murray, Gask e Balquhidder e Conte di Tullibardine nel 1606. Tutti e tre i titoli erano Pari di Scozia. Gli succedette il figlio maggiore, William.

### Conti di Atholl
Egli sposò come seconda moglie Lady Dorothea, figlia di John Stewart, V conte di Atholl. Si accordò con Carlo I di far rivivere la contea di Atholl a favore dei bambini nati da quel matrimonio. Quindi lasciò i suoi titoli in favore di suo fratello minore, Patrick Murray, che fu creato Lord di Murray Gask e Conte di Tullibardine nel 1628.
John Murray, figlio del secondo conte di Tullibardine e di Lady Dorothea Stewart, è stato creato conte di Atholl in Pari di Scozia, nel 1629. Gli succedette suo figlio, il secondo conte di Atholl. Nel 1670 è subentrato a suo cugino James Murray, II conte di Tullibardine, come terzo (o quinto) conte di Tullibardine. Nel 1676 fu creato Lord Murray, Balveny e Gask, visconte di Balquhidder, conte di Tullibardine e marchese di Atholl. Egli sposò lady Amelia Anne Sophia, figlia di James Stanley, VII conte di Derby e I barone Strange.
Alla sua morte, il titolo passò a suo figlio maggiore, il secondo marchese che era già stato creato Lord Murray, Visconte Glenalmond e Conte di Tullibardine dalla nobiltà scozzese nel 1696. Nel 1703 è stato nominato Lord Murray, Balvenie e Gask, visconte di Balwhidder, Glenalmond e Glenlyon, conte di Strathtay e Strathardle, marchese di Tullibardine e duca di Atholl. Suo figlio maggiore partecipò alla crescente giacobina del 1715. È stato accusato di alto tradimento. Una legge del Parlamento è stato anche approvata per eliminarlo dalla successione ai titoli di suo padre. Atholl è stato quindi succeduto dal suo terzo figlio, James, il secondo duca. Nel 1736 gli succedette James Stanley, X conte di Derby come VII barone Strange e come Lord di Mann.

### Duchi di Atholl

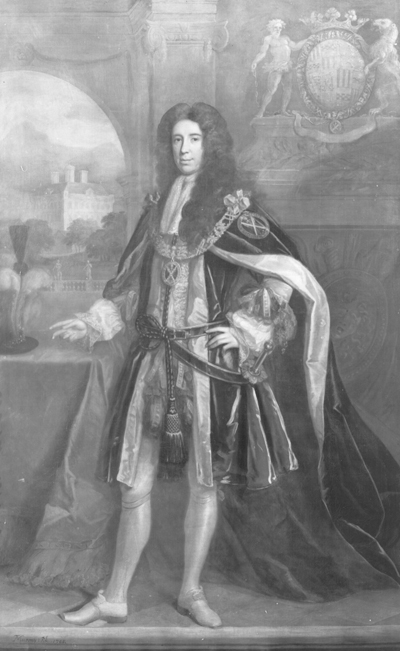
Ritratto di John Murray, I duca di Atholl di Thomas Murray, 1705, Castello di Blair

I due figli del duca morirono in tenera età. Sua figlia maggiore Lady Charlotte gli succedette nella baronia di Strange e alla signoria di Mann. Atholl morì nel 1764 e gli succedette nel ducato e titoli rimanenti dal nipote, John. Egli era il figlio maggiore di Lord George Murray, sesto figlio del primo duca, che lo stesso anno entrò nella Camera dei lord. Sposò la sua prima cugina, Charlotte Murray, baronessa Strange. Vendettero la loro sovranità sull'Isola di Man alla Corona britannica per 70.000 sterline.

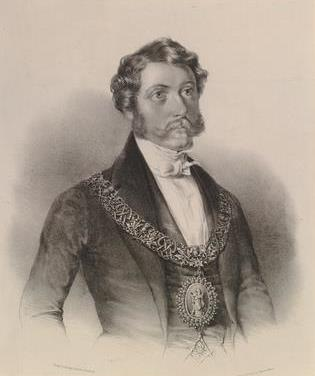
George Murray, VI duca di Atholl in una stampa del XIX secolo

I duchi vennero succeduti dal loro primogenito, John. Nel 1786 fu creato barone Murray, di Stanley nella contea di Gloucester, e conte di Strange, Pari d'Inghilterra. Questi titoli gli diede un seggio alla Camera dei lord. Atholl vendette le sue proprietà rimanenti e privilegi nell'Isola di Man alla Corona britannica per £ 409.000. Gli succedette il figlio primogenito, John, che non si sposò mai. A questi succedette il nipote, George Murray, II barone di Glenlyon, il figlio maggiore di James Murray, I barone di Glenlyon, secondogenito del quarto duca, che era stato creato barone Glenlyon, nel 1821. Egli sposò Lady Emily Frances Percy, figlia di Hugh Percy, II duca di Northumberland e III barone Percy.

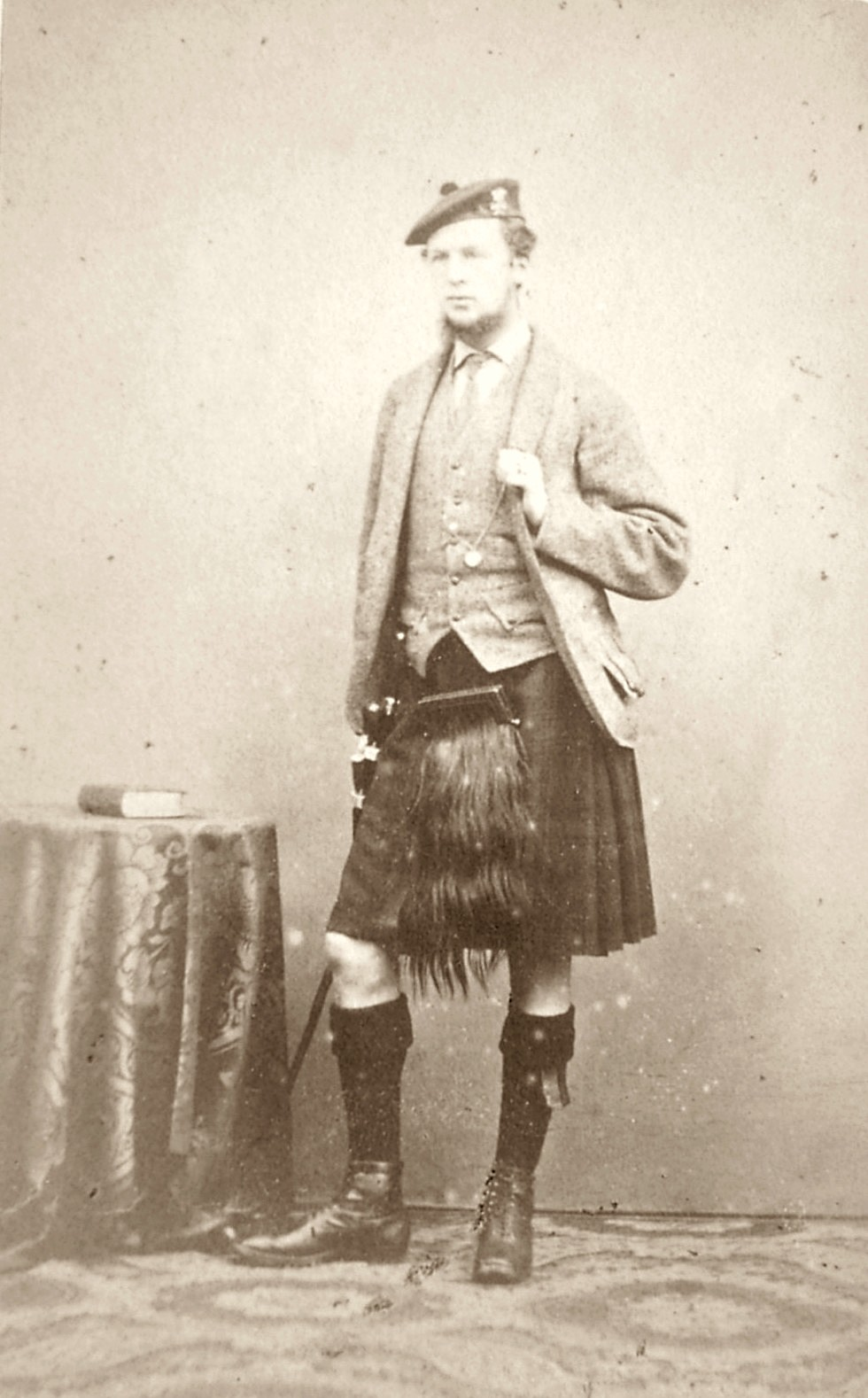
John Stewart-Murray, VII duca di Atholl.

Al sesto duca succedette l'unico figlio, John. Nel 1865 divenne il sesto barone Percy, dopo la morte della nonna. Gli succedette il suo secondo figlio, ma sopravvissuto, John. Morì senza figli nel 1942 e gli succedette il suo fratello più giovane, James, che non si sposò mai e alla sua morte nel 1957 le baronie di Murray e Glenlyon e la contea di Strange si estinsero, la baronia di Percy fu ereditata da un parente, Hugh Percy, X duca di Northumberland, mentre la baronia di Strange rimase vacante.

### Epoca recente
Il ducato e titoli vennero ereditati da un cugino, George Murray, nipote di Sir Evelyn Murray, figlio di Sir George Murray, nipote di George Murray, vescovo di Rochester, figlio del vescovo Lord George Murray, secondo figlio del terzo duca. Il decimo duca era celibe e gli succedette nel 1996 un cugino di secondo grado, John Murray. Egli era il nipote del reverendo Stuart Douglas Murray, fratello del suddetto Sir George Murray, bisnonno del decimo duca. Alla sua morte nel 2012, gli succedette il figlio maggiore, Bruce Murray.

## Residenze
La residenza ufficiale dei Duchi di Atholl è Blair Castle, anche se la famiglia possedeva numerose altre residenze e castelli, in particolare Huntingtower Castle, Balvenie Castle, Tullibardine Castle e Dunkeld House (gli ultimi due vennero demoliti).

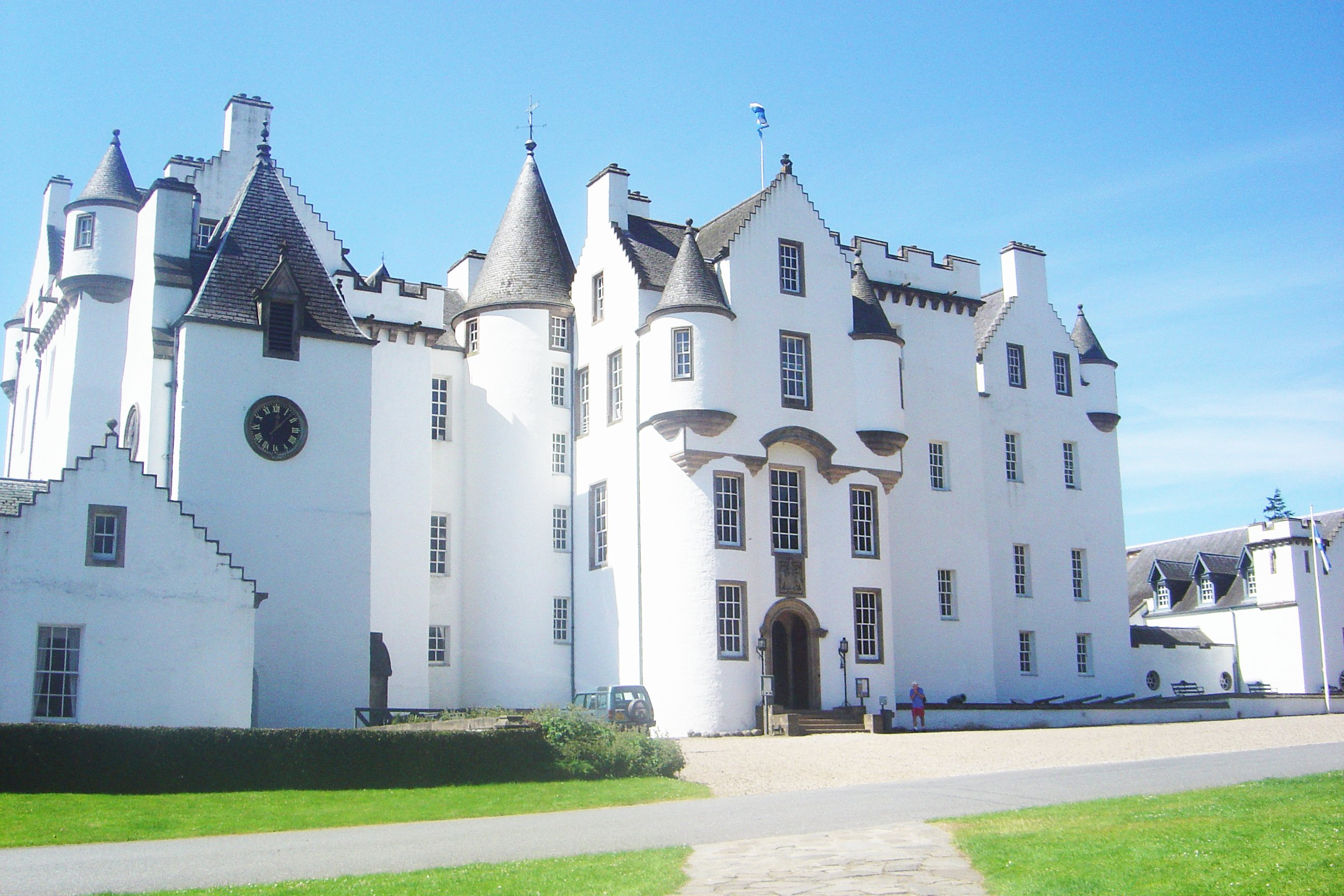
Blair Castle.

Il titolare del titolo comanda anche l'unico esercito privato in Europa, l'Atholl Highlanders, con sede a Blair Castle.

## Conti di Tullibardine, prima creazione (1606)
- John Murray, I conte di Tullibardine (? - 1609)
- William Murray, II conte di Tullibardine (1574 - 1626)

## Conti di Tullibardine, seconda creazione (1628)
- Patrick Murray, I conte di Tullibardine (1578 - 1644)
- James Murray, II conte di Tullibardine (1617 - 1670)
- John Murray, III conte di Tullibardine (1631 - 1703)

## Conti di Atholl (1629)
- John Murray, I conte di Atholl (? - 1642)
- John Murray, III conte di Tullibardine, II conte di Atholl (1631 - 1703) (creato marchese di Atholl nel 1676)

## Marchesi di Atholl (1676)
- John Murray, I marchese di Atholl (1631 - 1703)
- John Murray, II marchese di Atholl (1660-1724) (creato duca di Atholl nel 1703)

## Duchi di Atholl (1703)
- John Murray, I duca di Atholl (1660 - 1724)
- James Murray, II duca di Atholl (1690 - 1764)
- John Murray, III duca di Atholl (1729 - 1774)
- John Murray, IV duca di Atholl (1755 - 1830)
- John Murray, V duca di Atholl (1778 - 1846)
- George Murray, VI duca di Atholl (1814 - 1864)
- John Stewart-Murray, VII duca di Atholl (1840 - 1917)
- John Stewart-Murray, VIII duca di Atholl (1871 - 1942)
- James Stewart-Murray, IX duca di Atholl (1879 - 1957)
- George Murray, X duca di Atholl (1931 - 1996)
- John Murray, XI duca di Atholl (1929 - 2012)
- Bruce Murray, XII duca di Atholl (1960)

## Baroni Glenlyon (1821)
- James Murray, I barone di Glenlyon (1782 - 1837)
- George Murray, II barone di Glenlyon (1814 - 1864)